# Kolej wąskotorowa Zwierzyniec – Biłgoraj
Kolej wąskotorowa Zwierzyniec – Biłgoraj – dawna, nieistniejąca już wąskotorowa linia kolejowa. 
Kolej ta istniała w latach 1914-1915 oraz w latach 1916-1971. Umożliwiała przewozy pasażerskie i towarowe, łączyła Biłgoraj z krajową siecią kolejową oraz ułatwiała prowadzenie gospodarki leśnej w Puszczy Solskiej.

## Historia

### Pierwsza kolej (1914-1915)

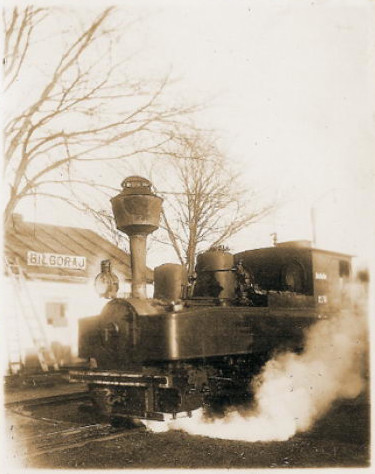
Biłgoraj Wąskotorowy

Do końca XIX w. na terenie Roztocza Środkowego nie powstały żadne linie kolejowe. Było to efektem decyzji administracji rosyjskiej, która nie chciała rozwijać sieci kolejowej przy granicach swojego państwa. Dopiero w latach 1907-1912 Ordynacja Zamojska dla celów gospodarczych stworzyła pierwszą linię kolejową na tym terenie, biegnącą na trasie Płoskie k. Zamościa – Klemensów k. Szczebrzeszyna – Zwierzyniec – Górecko i mającą szerokość 750 mm. Po wybuchu I wojny światowej w 1914 armia rosyjska dobudowała odcinki Płoskie k. Zamościa – Chełm oraz Zwierzyniec – Biłgoraj, tworząc w ten sposób układ, który w Chełmie łączył wymienione miejscowości z krajową siecią kolejową.
Pociągi kursowały po trasie Biłgoraj – Zwierzyniec – Chełm od stycznia 1915. Kilka miesięcy później, w miesiącach letnich, armia rosyjska wycofała się na wschód, a Roztocze Środkowe zostało zajęte przez armię austro-węgierską. Ewakuujący się Rosjanie dokonali rozbiórki niedawno wybudowanej sieci kolei wąskotorowych.

### Druga kolej (1916-1971)
W 1916 władze austro-węgierskie odbudowały sieć kolejową na Roztoczu Środkowym. Wybudowano wtedy normalnotorową linię kolejową relacji Bełżec – Zwierzyniec – Zawada k. Zamościa – Rejowiec (obecnie w sieci polskich torów jest ona oznaczana jako linia kolejowa nr 69). Do 1917 odtworzono też połączenie Zwierzyńca z Biłgorajem, dobudowując do wspomnianej linii wąskotorową odnogę o szerokości 600 mm. Istotnym celem odbudowy kolei zwierzyniecko-biłgorajskiej przez Austriaków było stworzenie trasy, służącej wywozowi drewna, pozyskiwanego z Puszczy Solskiej.
W latach 20. XX w. przez krótki czas funkcjonował dalszy odcinek tej trasy, dobiegający do wioski Dąbrowica, leżącej na zachodnich przedmieściach Biłgoraja. Jego istnienie wiązało się z podjęciem niezrealizowanego ostatecznie projektu przedłużenia linii do Janowa Lubelskiego. W okresie międzywojennym do kolei zwierzyniecko-biłgorajskiej dobudowywano też tymczasowe odnogi, służące celom gospodarczym. Dobiegały one m.in. do wiosek Ignatówka (obok kamieniołomów w Żelebsku) i Wola Mała (w której znajdował się tartak, korzystający z transportu kolejowego).
W latach 30. XX w. władze stworzyły projekt likwidacji kolei zwierzyniecko-biłgorajskiej i zastąpienia jej linią normalnotorową, lecz nie doszło do jego realizacji. W okresie okupacji niemieckiej (1939-1944) pociągi, kursujące na trasie Zwierzyniec – Biłgoraj, kilkakrotnie były celem ataków partyzanckich. Ich pasażerowie padali też ofiarami napadów rabunkowych, a 15 marca 1943 oddział komunistycznej Gwardii Ludowej spalił niemieckie obiekty wojskowe na przystanku Biłgoraj Rapy. W 1944 wycofujący się Niemcy dokonali znacznych zniszczeń taboru i infrastruktury.
W 1952 do końcowej stacji w Biłgoraju dobudowano przedłużenie leśnej kolei gospodarczej, sięgającej wioski Lipa koło Stalowej Woli. W ten sposób kolej zwierzyniecko-biłgorajską połączono z siecią torów w Lasach Janowskich. Jednak mimo tej inwestycji duże przewozy na trasie Lipa – Biłgoraj – Zwierzyniec nie rozwinęły się, a połączenie Biłgoraja z koleją leśną do Lipy zostało rozebrane w 1962.
W okresie powojennym kolej zwierzyniecko-biłgorajską planowano też rozbudować, tworząc odcinki Biłgoraj – Tarnogród – Rudnik nad Sanem i Biłgoraj – Turobin – Wysokie. Do realizacji tych projektów również nigdy nie doszło.
W 1964 trasa zwierzyniecko-biłgorajska została poszerzona do szerokości 750 mm. Dokonano też przebudowy infrastruktury na końcowej stacji w Biłgoraju. Inwestycje te zwiększyły prędkość kursowania składów oraz ich możliwości transportowe.
W 1971 zamknięto przewozy na linii, a następnie dokonano jej rozbiórki. Wąskotorowa kolej zwierzyniecko-biłgorajska została zastąpiona nowo wybudowaną normalnotorową linią kolejową nr 66 relacji Zwierzyniec – Biłgoraj – Stalowa Wola. Jej przebieg jest zbliżony do trasy dawnej kolei wąskotorowej, a częściowo się z nią pokrywa.
Na terenie Biłgoraja w miejscu torowisk zlikwidowanej kolei wąskotorowej wytyczono ulice, a w miejscu stacji Biłgoraj Wąskotorowy powstał dworzec autobusowy.

## Tabor
W czasie istnienia kolei zwierzyniecko-biłgorajskiej używano na niej różnych typów lokomotyw. Na szynach o szerokości 600 mm jeździły m.in. niemieckie parowozy typu HF (tzw. Brigadelok). W 1964, po przekuciu torów na szerokość 750 mm, używano głównie polskich parowozów typu Px29 i Px48.
Tabor towarowy był przystosowany do transportu materiałów różnych, w tym drewna z Puszczy Solskiej. Tabor pasażerski obejmował wagony osobowe, którymi regularnie przewożono także m.in. przesyłki pocztowe i prasę. W użyciu znajdowały się też pasażerskie wagony motorowe.

## Kolej zwierzyniecko-biłgorajska w kulturze
Opisy podróży koleją zwierzyniecko-biłgorajską pojawiały się w twórczości Izaaka Baszewisa Singera, laureata literackiej nagrody Nobla, wychowywanego w Biłgoraju. Pisał on m.in.:

Między Zwierzyńcem a Biłgorajem dopiero co uruchomiono kolejkę wąskotorową. Faktycznie była jeszcze w budowie, ale pociągi już po niej jeździły. (...) Okazało się, że wagony się wykoleiły. Długo trwało zanim znowu stanęły na szynach. Poradzono sobie za pomocą drągów. Mówiono, że wszyscy pasażerowie powinni odmówić w szabas modlitwę dziękczynną. Ta nieszczęsna kolejka pochłonęła już niejedno życie. Trudno jest oddać piękno trzech mil drogi między Zwierzyńcem a Biłgorajem. Jechało się to przez lasy, to znów przez pola.

O kolei zwierzyniecko-biłgorajskiej w swoich wspomnieniach pisał też Miron Białoszewski.

## Upamiętnienie
W 2010 nakładem Domu Wydawniczego Księży Młyn ukazało się opracowanie Koleje wąskotorowe Zwierzyniec-Biłgoraj. Autorem tej monografii jest Andrzej Tajchert.
W 2011 jedna z ulic w zachodniej części Biłgoraja otrzymała imię Kolejki Wąskotorowej. Ulica ta biegnie trasą dawnego toru, w latach 1952-1962 łączącego kolej zwierzyniecko-biłgorajską z siecią torów w Lasach Janowskich. W 2013 na wniosek mieszkańców oraz Rady Osiedla Różnówka nazwę ulicy zmieniono i obecnie nosi ona miano Magnoliowej.
W skansenie kolejowym w Dynowie w województwie podkarpackim ustawiony jest parowóz wąskotorowy Px48 o numerze 1734. Do lat 90. XX w. stał on w kolejowym ośrodku wypoczynkowym w Woli Dużej koło Biłgoraja.